# San Jerónimo en el desierto (Bellini, Birmingham)
San Jerónimo en el desierto es una pintura al temple sobre tabla del pintor veneciano Giovanni Bellini, creada alrededor 1450, que se exhibe en la colección del Barber Institute of Fine Arts, Birmingham.

## Historia
El cuadro es considerado la primera obra conservada de Giovanni Bellini.  En el momento de su creación, el artista era un adolescente de dieciséis años y ejercía en el taller de su padre Jacopo Bellini en Venecia.  En el siglo XV san Jerónimo era un santo muy popular. La información sobre su vida derivaba de la Leyenda Dorada de Santiago de la Vorágine, que contiene una historia apócrifa sobre un león que busca ayuda del santo. Este episodio es el presentado por Bellini. 
Antes de 1856, el cuadro estuvo en manos de D. Goodyear en Gloucester, que lo expuso en Christie's de Londres. En 1863 fue adquirido para una colección privada en Escocia. Fue devuelto a Christie's en julio de 1948. El Barber Institute of Fine Arts de Birmingham lo compró en 1949 por la suma de 7.700 libras esterlinas. Pertenece a la Colección Nacional de Pintura Continental Europea (en inglés: National Inventory of Continental European Paintings), número de inventario: 49.1 . San Jerónimo en el desierto se presentó en exposiciones en el Palacio Ducal de Venecia en 1949, en la Galería Nacional de Escocia de Edimburgo en 2004 y en las salas de la Scuderie del Quirinale de Roma en 2008, en una exposición especial dedicada a la obra de Giovanni Bellini. 

## Descripción
Se observa una simplicidad extraordinaria en la forma en que se presenta el tema. La piedra sobre la que está sentado el santo forma parte de la roca que ocupa casi la mitad del cuadro. El plano restante también está dividido en dos mitades: la inferior, que muestra el desierto llano y leonado, y la superior, con el paisaje verde con una colina a lo lejos. Ambas están unidas por un camino. El paisaje parece mostrar la situación en la que se encontraba el santo ermitaño por propia voluntad: la soledad y la experiencia del desierto frente a la mundanidad que deja atrás. En un sentido existencial, puede simbolizarlo el árbol seco pintado por Bellini a la derecha. En la mayoría de las imágenes de los siglos XV y XVI del santo, aparece este drama específico en la descripción del entorno. En la relación mutua entre el santo y la naturaleza, esta última depende del sujeto humano, dándole un significado espiritual o moral, pero este sujeto también necesita un entorno para poder expresarse plenamente. Así, el paisaje juega un papel activo, no es sólo un fondo para el individuo. 
El pintor representa a Jerónimo con cabello y barba largos, vestido solo con una raída túnica interior blanca. Bendice al león sentado ante él. El animal ruge levantando su pata izquierda, mostrando al ermitaño la espina clavada en ella. Jerónimo es un penitente que tiene la piel tostada por el sol, pero también un erudito exégeta, que hojea la Biblia con la mano izquierda. El burro a lo lejos simboliza probablemente la vida pobre y penitencial del viejo ermitaño. Además, abajo a la izquierda, el conejo que asoma de su madriguera en el suelo puede ser una metáfora de la vida solitaria en la cueva.  
La obra está firmada en la parte central inferior: IHOVANES BELINUS. En cuanto a este cartelino con la firma del autor, el uso de versalitas puede indicar el período de aprendizaje de la creación del cuadro. En las obras maduras, el artista utilizó litterae antiguo. También es inusual escribir IHOVANES en lugar de IOHANNES. El uso de una sola letra "L" en el apellido también aparece en la La Virgen con el Niño de ca. 1450, pintado por el padre Jacopo Bellini, que se encuentra en la Accademia Tadini de Lovere. 